# آسا هارتفورد
آسا هارتفورد (انگلیسی: Asa Hartford؛ زادهٔ ۲۴ اکتبر ۱۹۵۰) بازیکن سابق و مربی فوتبال اهل اسکاتلند است.
از باشگاه‌هایی که در آن بازی کرده‌است می‌توان به باشگاه فوتبال ناتینگهام فارست، باشگاه فوتبال وست برومویچ آلبیون، باشگاه فوتبال شروزبری تاون، باشگاه فوتبال منچستر سیتی، باشگاه فوتبال اولدهام اتلتیک، باشگاه فوتبال استوک‌پورت کانتی، باشگاه فوتبال نوریچ سیتی، باشگاه فوتبال بولتون واندررز، باشگاه فوتبال اورتون، و باشگاه فوتبال بوستون یونایتد اشاره کرد.
وی همچنین در تیم‌های ملی فوتبال زیر ۲۱ سال اسکاتلند، اسکاتلند بازی کرده‌است.